# Victor Canning
Victor Canning (Plymouth, 16 luglio 1911 – 21 febbraio 1986) è stato uno scrittore britannico.
Dal suo romanzo del 1972 Complotto di famiglia (The Rainbird Pattern) è stato tratto il film Complotto di famiglia (1976) diretto da Alfred Hitchcock.

## Opere
- Mr. Finchley Discovers His England (1934)
- Polycarp's Progress (1935)
- Fly Away Paul (1936)
- Two Men Fought (1936)
- Everyman's England (1936)
- Matthew Silverman (1937)
- Mercy Lane (1937)
- Mr. Finchley Goes to Paris (1938)
- Sanctuary from the Dragon (1938)
- The Wooden Angel (1938)
- Fountain Inn (1939)
- Every Creature of God is Good (1939)
- The Viaduct (1939)
- Mr. Finchley Takes the Road (1940)
- Atlantic Company (1940)
- Beggar's Bush (1940)
- L'eterna battaglia (Green Battlefield)[1] (1943)
- The Chasm (1947)
- Panther's Moon (1948)
- The Golden Salamander  (1949)
- A Forest of Eyes (1950)
- Mistero sulla laguna (Venetian Bird)[1] (1951)
- La casa dei sette falchi (The House of the Seven Flies)[1] (1952)
- The Man from the Turkish Slave (1954)
- Castle Minerva (1954)
- His Bones are Coral (1955)
- The Hidden Face (1956)
- The Manasco Road  (1957)
- The Dragon Tree (1958)
- Young Man on a Bicycle (1958)
- The Burning Eye (1960)
- A Delivery of Furies (1961)
- Black Flamingo (1962)
- Delay on Turtle (1962)
- The Limbo Line (1963)
- Le lettere di Scorpio (The Scorpio Letters) (1964) Sonzogno, 1974[1]
- La frusta (The Whip Hand)[1] (1965)
- Doubled in Diamonds (1966)
- The Python Project (1967)
- The Melting Man (1968)
- L'ultima impresa (Queen's Pawn) (1969) Il Giallo Mondadori, 1312[1]
- The Great Affair (1970)
- Firecrest (1971)
- Complotto di famiglia (The Rainbird Pattern) (1972) Il Giallo Mondadori, 1445[1]
- The Runaways (1972)
- The Finger of Saturn (1973)
- Flight of the grey goose (1973)
- The Painted Tent (1974)
- The Kingsford Mark (1975)
- The Doomsday Carrier (1976)
- La leggenda del calice Cremisi (The Crimson Chalice) (1976) Casa editrice Nord, 1990[1]
- The Circle of the Gods (1977)
- The Immortal Wound (1978)
- Birdcage (1978)
- The Satan Sampler (1979)
- Il giardino del diavolo (Fall from Grace) (1980)[1]
- The Boy on Platform One (1981)
- Vanishing Point (1982)
- Raven's Wind (1983)
- Birds of a Feather (1985)
- Table Number Seven (1987) — terminato da moglie e figlia